# ماسیمو گو
ماسیمو گو (انگلیسی: Massimo Goh؛ زادهٔ ۱ فوریهٔ ۱۹۹۹) بازیکن فوتبال است.